# Touring Kirol Elkartea
El Touring Kirol Elkartea es un club de fútbol español, de la ciudad de Renteria (Guipúzcoa). Fue fundado en 1923 y juega actualmente en  Tercera División de España, siendo su techo alcanzado la Segunda División B.

## Historia
El club fue fundado el 22 de junio de 1923 con el nombre de Club Deportivo Touring. En 1994 subió por primera vez a Segunda División B. Ese mismo año bajó de nuevo a Tercera División. A finales de 1997 fue demolido el estadio Larzabal para estrenar el nuevo estadio de Fanderia. En verano de 2012 se acordó en asamblea cambiar la denominación del club a la de Touring Kirol Elkartea.
En 1998 estrenó su nuevo campo de fútbol.
La temporada 2019/2020 jugó en la División de Honor tras el ascenso conseguido la temporada anterior.
Se cuenta que el nombre de Touring se derivaría de la anécdota siguiente, según uno de sus presidentes: los socios fundadores dudaban en qué nombre poner a la entidad, cuando pasó por allí un autocar en el que ponía International Touring Club. Otra versión dice que en ocasión de celebrarse en San Sebastián un partido internacional entre el Rapid de Viena y el Touring de Budapest, se habrían usado esos nombres para dos equipos locales de Rentería. 

### Resultados de los últimos años
- 1993-1994: Segunda División B de España.
- 1994-1999: Tercera División de España.
- 1999-2020: Categoría regional.
- 2020-2021: División Honor Regional
- 2021-2022: División Honor Regional CAMPEON
- 2022-2023: Tercera División de España.

## Uniforme
- Uniforme titular: Camiseta roja, pantalón azul y medias rojas y azules.
- Uniforme suplente:Camiseta blanca, pantalón azul y medias rojas y azules.

## Estadio
Campo de Fútbol de Fandería, de propiedad municipal.
Fue inaugurado en 1998. Es de hierba artificial. Anteriormente el Touring jugaba en el campo de fútbol de Larzabal. La calle donde se ubica el campo de Fandería se denomina Avenida del Touring/Touring Etorbidea.

## Datos del club
- Temporadas en 1ª: 0
- Temporadas en 2ª: 0
- Temporadas en 2ªB: 1
- Temporadas en 3ª: 26

## Palmarés
- Tercera división española (Grupo IV): 1997.